# Aubert Frère
Aubert Achille Jules Frère (Grévillers, 21 agosto 1881 – Campo di concentramento di Natzweiler-Struthof, 13 giugno 1944) è stato un generale francese, ufficiale veterano delle guerre coloniali e della prima guerra mondiale, dove fu ferito tre volte e otto volte citato all’Ordine del giorno, gran croce dell'Ordine della Legion d’onore, durante la battaglia di Francia fu comandante dell'VIII Corpo d'armata e poi della VIIe Armée.
Transitato in forza all'esercito del governo di Vichy, ricoprì alti incarichi, tra cui comandante del Groupe de divisions militaires numéro 2 con Quartier generale a Royat e membro del Conseil supérieur de la guerre (13 aprile 1941 - 1 settembre 1942). Fondatore dell'Organisation de la résistance de l'armée nel 1941, dopo l'invasione della zona sud della Francia avvenuta nel mese di novembre 1942, il mese successivo assunse l'incarico di comandante dell'ORA. Il 13 giugno 1943 fu arrestato dalla Gestapo a Royat con sua moglie e incarcerato a Clermont-Ferrand. Brutalmente torturato, nel mese di agosto fu trasferito a Fresnes, dove apparve in tribunale il 1º dicembre. Il 4 maggio 1944 salì a bordo di un treno per la Germania, venendo internato nel Campo di concentramento di Natzweiler-Struthof, dove morì di sfinimento il 13 giugno 1944. Il suo corpo fu bruciato in un forno crematorio, e le sue ceneri disperse al vento dell'Alsazia. Nel dopoguerra fu insignito del titolo di Mort pour la France. Il generale Maxime Weygand nel 1949 scrisse la sua biografia sotto il titolo Le Général Frère: un chef, un héros, un martyr.

## Biografia
Nacque a Grévillers, dipartimento del Pas-de-Calais, il 21 agosto 1881, figlio di Guislain François Aubert e Juliette Cécilia Rufine Walle, sesto di undici figli di una famiglia di agricoltori originaria del sud dell’Artois. Ricevette una educazione cattolica, allievo presso il collegio Saint-Jean-Baptiste di Bapaume dal 1891 al 1896, effettuò gli studi secondari presso il collegio Saint-Bertin di Saint-Omer. Ottenuto il diploma di maturità all'età di 19 anni, nel 1900 entrò, dopo concorso, all'École spéciale militaire de Saint-Cyr (Promotion du Tchad), da cui uscì nel 1902 con il grado di sottotenente assegnato alla fanteria coloniale. Il 5 maggio 1914 sposò la propria cugina Pauline Legrand.

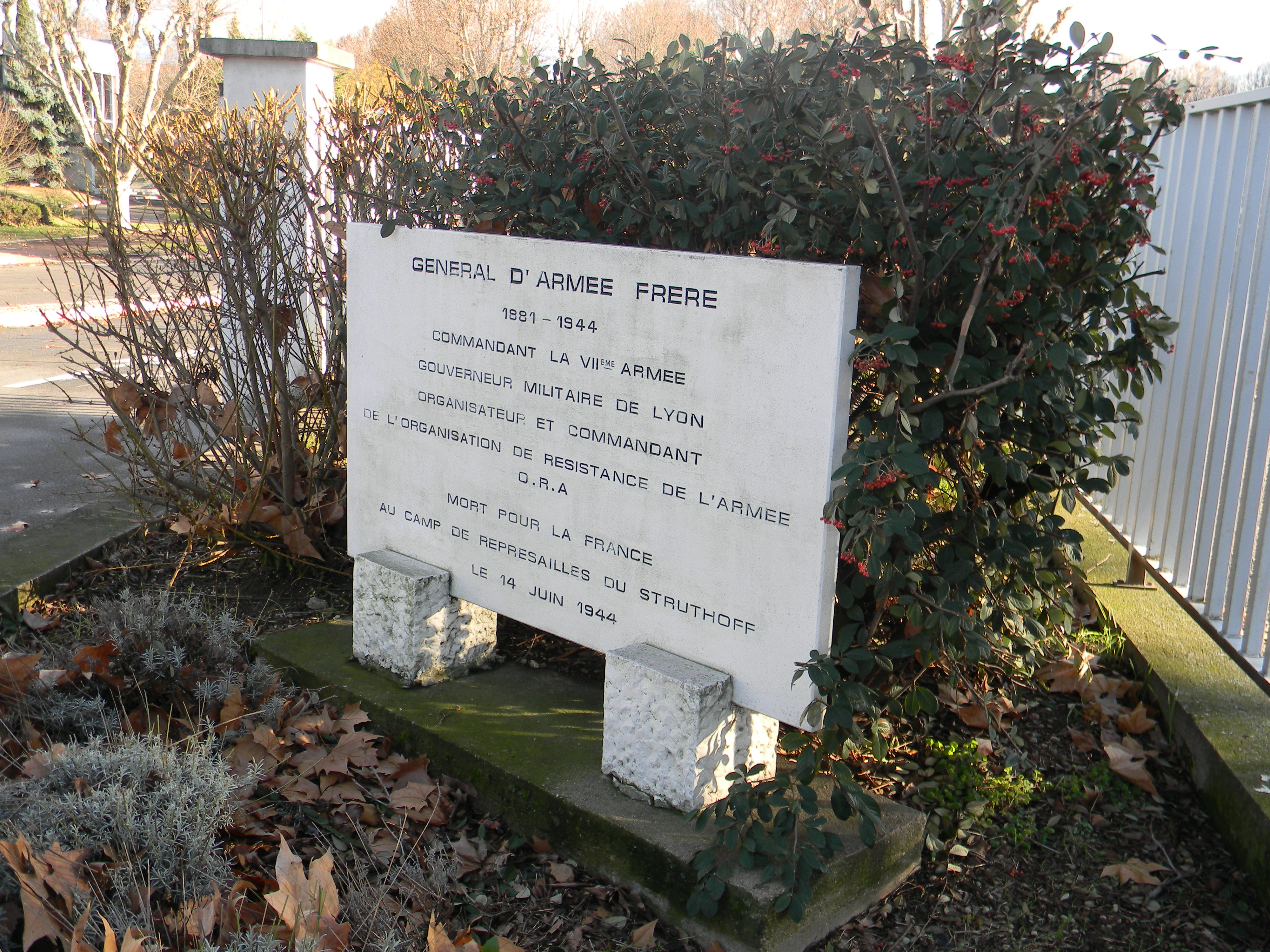
Targa commemorativa presso il quartiere Général-Frère à Lione.

Dopo una campagna in Africa (1902-1912) sotto gli ordini del generale Lyautey, che gli valsero la promozione a capitano e la Croce di Cavaliere della Legion d'onore, lasciò il Marocco nell'agosto 1912 per raggiungere l'8º Battaglione cacciatori a piedi di stanza ad Amiens, e poi il 1º Reggimento fanteria a Cambrai.
Durante l’inizio della prima guerra mondiale comandò un battaglione di cacciatori a piedi, combattendo in Belgio durante la battaglia di Charleroi, dove rimase ferito gravemente. Ritornato al fronte nel 1915 partecipò alle due battaglie della Champagne, alla battaglia di Verdun, e a quella della Somme. Promosso maggiore, e con due citazioni all’ordine del giorno, fu trasferito al comando del 6º Battaglione cacciatori alpini, che condusse durante la l'attacco sullo Chemin des Dames e in quella dell’Aisne, dove rimase ferito una seconda volta. 
Ritornato in azione nel 1918, si distinse sulla Somme e in Piccardia, venendo insignito del titolo di Commendatore dell'Ordine della Legion d'onore il 20 maggio 1918. Gravemente ferito una terza volta, fu promosso tenente colonnello nel giugno dello stesso anno. Dopo la fine della guerra fu nominato comandante del 1º Reggimento di fanteria di stanza a Cambrai, incarico che ricoprì fino al 1924.
Nel 1925 assunse la direzione della Scuola di applicazione per carri armati con il grado di colonnello. Promosso generale di brigata il 31 maggio 1931, in quello stesso anno divenne Comandante dell'École spéciale militaire de Saint-Cyr. Promosso generale di divisione l’11 settembre 1934, il 9 aprile dell’anno successivo lasciò il comando della Scuola di Saint-Cyr. Assunto il comando dell’11ª Divisione fanteria fu insignito del titolo di Grande ufficiale dell'Ordine della Legion d'onore il 20 dicembre 1935. Generale di corpo d'armata dal 16 aprile 1937, in quella stessa data assunse il comando della 3ª Regione militare di Rouen, per passare il 10 marzo 1939 al comando della 10ª Regione militare di Strasburgo.

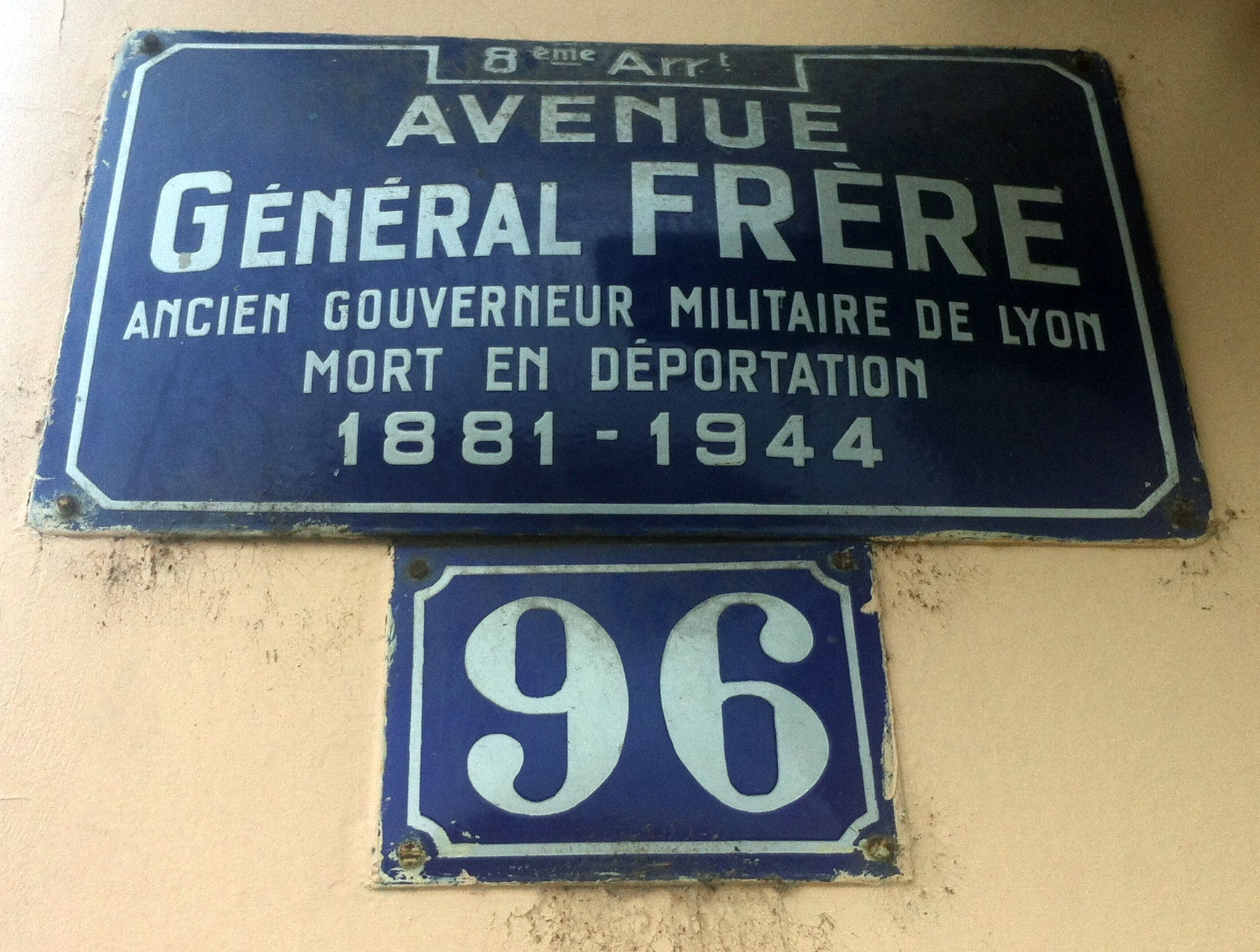
Avenue Général-Frère a Lione presso l'8e arrondissement.

Dopo lo scoppio della seconda guerra mondiale, il 2 settembre 1939 assunse il comando dell’VIII Corpo d'armata schierato sulla Mosella, che comandò durante l’attacco nella Saar in appoggio all’esercito polacco duramente impegnato in combattimento.
Dopo l'attacco tedesco a ovest, e in seguito all'esito della battaglia di Sedan, il 17 maggio 1940 fu nominato comandante della VIIe Armée ricostituita dietro la Somme e l'Oise, in sostituzione del generale André Corap, che comandò energicamente nel tentativo di fermare l'avanzata del corpo d’armata corazzato di Hoeppner.
Condusse la ritirata della Grande Unità, in seno al 3º Gruppo di armate del generale André Gaston Prételat, fino al Périgord, mantenendone la coesione anche alla data della firma dell'armistizio con i tedeschi, avvenuta il 22 giugno successivo. 
Rimase in forza all'esercito del governo di Vichy, e il Maresciallo Pétain, che ne apprezzava l’azione, lo nominò dapprima comandante della 12ª (1 luglio-17 agosto 1940), poi della 14ª Divisione militare (17 agosto 1940-11 luglio 1941) e infine Governatore militare di Lione (17 agosto 1940-13 luglio 1941). In quel periodo ricoprì l'incarico di Presidente dell tribunale militare di Clermont-Ferrand, che condannò a morte il generale Charles de Gaulle in contumacia. Tra il 13 luglio 1941 e il 1 settembre 1942 comandò il Groupe de divisions militaires numéro 2 con Quartier generale a Royat (Puy-de-Dôme). Al comando di metà dell’esercito consentito dalle condizioni armistiziali, non esitò a fare propaganda tra gli ufficiali e le truppe delle guarnigioni esortandoli ad attendere pazientemente la rivincita. Posto in pensione, dopo l'invasione della zona sud della Francia avvenuta nel mese di novembre 1942, il mese successivo assunse l'incarico di comandante dell'ORA. Il 13 giugno 1943 fu arrestato dalla Gestapo a Royat con sua moglie e incarcerato a Clermont-Ferrand. Brutalmente torturato, nel mese di agosto fu trasferito a Fresnes e apparve in tribunale il 1º dicembre. Dichiarato Nacht und Nebel, il 4 maggio 1944 salì a bordo di un treno per la Germania che gli era stato detto doveva partire per un castello del Tirolo, ma che, di fatto, lo fece scendere presso il Campo di concentramento di Natzweiler-Struthof (Alsazia), dove morì di malattia e sfinimento il 13 giugno 1944. Il suo corpo fu bruciato in un forno crematorio.
La Promotion 1949 dell’Accademia militare di Saint-Cyr portò il nome di "Général Frère". Il generale Maxime Weygand nel 1949 scrisse la sua biografia sotto il titolo Le Général Frère: un chef, un héros, un martyr. La città di Lione gli ha dedicato una via nell’8ème arrondissement, e il
forte di Vitriolerie nel 1968 divenne le Quartier Général Frère (QGF). Nella prime sala del Circolo della guarnigione, il Musée d’Histoire militaire di Lione ha esposto permanentemente una grande vetrina di fotografie, documenti e memorabilia del generale Frère. 
Nel 1950 gli fu intitolata una via a Strasburgo.

## Onorificenze

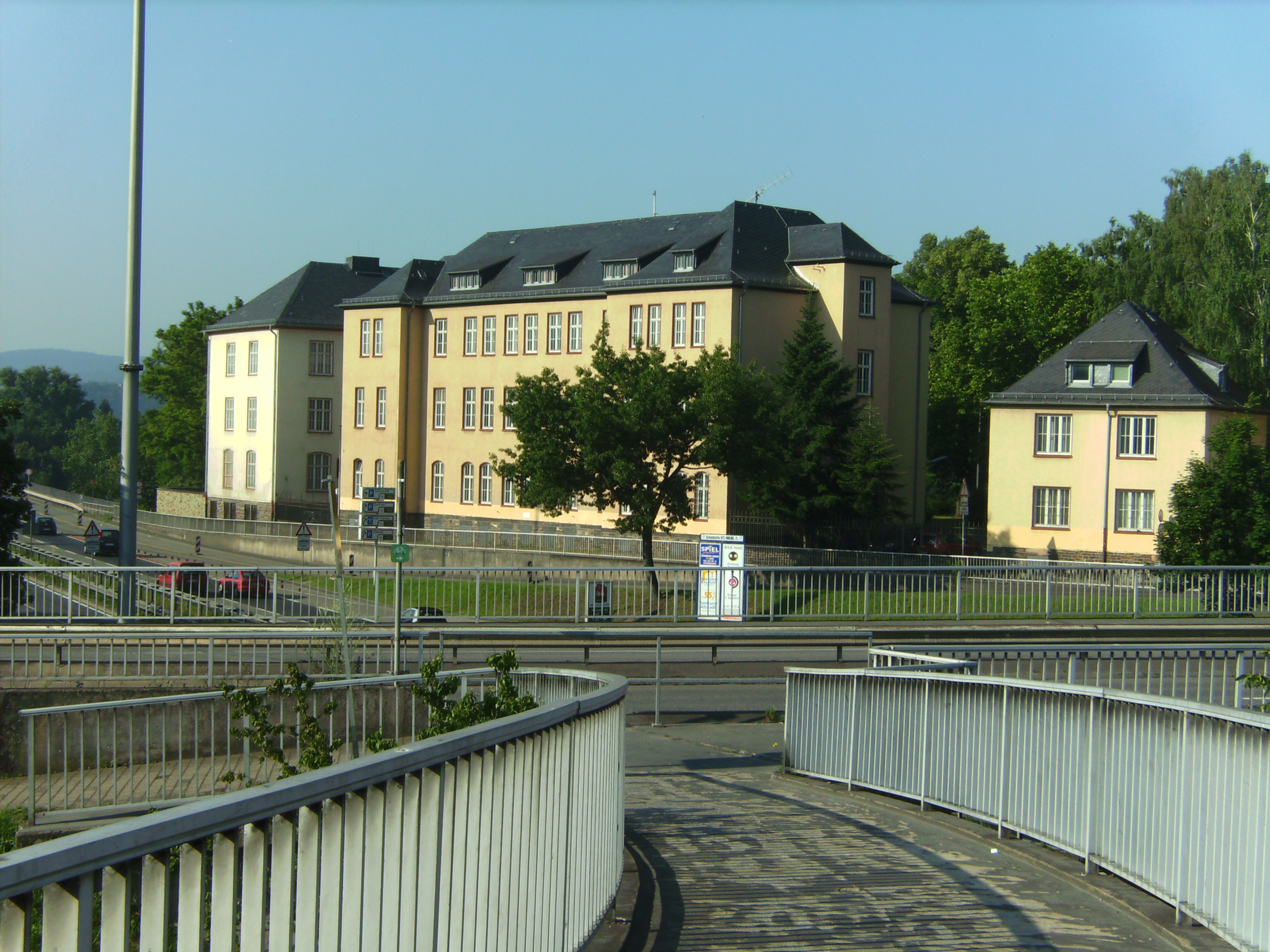
Antico Quartier Général Frére a Coblenza (dal 1946 al 1969), oggi denominata Langemarck-Kaserne dell'esercito tedesco.

### Esplicative
1. ↑  In lingua francese École d'application des chars.
2. ↑  Tale grande unità, nota come "Le Division de Fer", era forte del 26º e 170º Reggimento fanteria, dell'8º Reggimento d'artiglieria, del 18° Regimento del genio, del 10º Reggimento trasporto, e della 1ª Demi-brigade di cacciatori.
3. ↑  Sua moglie venne dapprima incarcerata presso il forte di Romainville e poi deportata nel campo di concentramento di Ravensbrück il 27 luglio 1944. Sopravvisse alla guerra, e ritorno poi in Francia.
4. ↑  Secondo la testimonianza di un giovane sacerdote che lo assistette negli ultimi momenti, il generale Frère era affetto da difterite, aggravata da una grave dissenteria.

### Bibliografiche
1. 1 2 3 4 5 6 7 8 9 10 11 12 13 14 15 16 17 18 19 20 21 22 23  France Histoire.
2. 1 2 3 4 5  Sumner 2012, p. 135.
3. 1 2 3 4 5  Generals.
4. ↑  Wieviorka 2016, p. 299.
5. 1 2  Nord 1966, p. 76.
6. ↑  Moszberger 2012, p. 182.